# Berit Carlberg
Berit Margareta Carlberg, född 4 mars 1942 i Uddevalla, död 17 mars 2021 i Stockholm, var en svensk sångare och skådespelare och revyprimadonna.

## Biografi
Berit Carlberg växte upp i Uddevalla med föräldrarna, Gillis och Rosa. Fadern var byggmästare, modern kontorist.  Efter skolan arbetade hon som volontär på Kuriren hemma i Uddevalla. Därefter började hon med privata sångstudier hos sångpedagogen Gunnel Högberg-Nygren i Stockholm.
1964 kom hon in på lyriska linjen Statens Scenskola i Malmö. Genombrottet kom 1967 med huvudrollen som Hanna Glavari i Glada Änkan mot Jarl Kulle på Oscarsteatern. Carlberg och Kulle spelade operetten 323 föreställningar och Berit Carlberg fick fin kritik bland annat för ovanlig scensäkerhet. Våren 1969 spelade hon i Komedi i mörker mot Jan Malmsjö.
Därefter följde turnéer med Riksteatern med bland annat En skojares dagbok, Den goda människan från Sezuan, Kiss Me, Kate och Jeppe på berget. Under tre säsonger var Carlberg revyprimadonna hos Hagge Geigert på Lisebergsteatern i Göteborg, där hon bland annat gjorde en uppmärksammad imitation av Kjerstin Dellert. Fler revyroller fick hon hos Peter Flack i Örebro och hos Tjadden Hällström i Norrköping. Vid Malmö stadsteater har hon medverkade hon bland annat i Tiggarens opera med Sven-Bertil Taube och Magnus Uggla som motspelare.
Carlberg är mest känd som Nils Poppes primadonna i en rad operetter och farser på Fredriksdalsteatern i Helsingborg. Deras samarbete började i Vita Hästen (1971) och pågick under 17 säsonger, bland de många uppsättningarna kan nämnas Fars lille påg, Blomman från Hawaii, Två man om en änka och Spanska flugan. Carlberg var också verksam som vissångerska och sjöng in en LP-skiva med texter av Marja Entrich Söta drycker, beska droppar 1985, som fick fem getingar i Expressen. 1991 skrev hon boken Med Poppe har jag skrattat mig till lönen. Under flera somrar producerade Berit Carlberg egna föreställningar i Hågelbyparken i Stockholm och under senare år även vid Hebbevillan i Södertälje. Sommaren 2013 spelade Berit Carlberg Pelikanen av August Strindberg på sistnämnda plats. I programmet För att inte tala om alla dessa herrar som hon uppförde på olika platser i landet, sjöng och berättade hon om sina scenvänner Jarl Kulle, Nils Poppe, Hagge Geigert. Ackompanjatör var Oswald Löpare. Carlberg spelade 2019 Konsten att förkorta evigheten av Anders Wällhed på Poppegården, Gunilla Poppes sommarteater. 
1972–1982 var Berit Carlberg gift med scenchefen Bernt Persson.

## Film och tv
- 1972  Oh, mein Poppe! : Ett popperi på en clown (film)
- 1979  Skeppsredaren
- 1982  Lita på mig
- 1994  Fallet Paragon

## Teater

### Roller (ej komplett)
| År   | Roll                                              | Produktion                                                                                                  | Regi            | Teater                                |
| ---- | ------------------------------------------------- | --- | --------------- | ------------------------------------- |
| 1967 | Hanna Glavari                                     | Glada änkan (Die lustige Witwe) Franz Lehár, Victor Léon och Leo Stein                                      | Mimi Pollak     | Oscarsteatern                         |
| 1969 | Lilli Vanessi/Katarina                            | Kiss Me, Kate Cole Porter, Samuel Spewack och Bella Spewack                                                 | Bo Forsberg     | Riksteatern                           |
| 1970 | Clare                                             | En flicka på gaffeln (There's a Girl in My Soup) Terence Frisby                                             | Bengt Blomgren  | Riksteatern                           |
| 1971 | Josepha                                           | Vita Hästen (Im weißen Rößl) Ralph Benatzky, Erik Charell och Hans Müller-Einigen                           | Albert Gaubier  | Fredriksdalsteatern                   |
| 1975 | Hilma Bengtsson                                   | Fars lille påg (Hurra, ein Junge) Franz Arnold och Ernst Bach                                               | Hans Bergström  | Fredriksdalsteatern/ Lisebergsteatern |
| 1976 | Gloria Swanson                                    | Oskulden från Mölle (Der Keusche Lebemann) Franz Arnold och Ernst Bach                                      | Hans Bergström  | Fredriksdalsteatern                   |
| 1977 | Fru Perrichon                                     | Fantastiska pappa (Le voyage de Monsieur Perrichon) Eugène Labiche                                          | Hans Bergström  | Fredriksdalsteatern                   |
| 1978 | Birgit Nilsson, en glad änka                      | Hjälten från Öresund (Der kühne Schwimmer) Franz Arnold och Ernst Bach                                      | Hans Bergström  | Fredriksdalsteatern                   |
| 1979 | Prinsessa Saint-Labiche                           | Min syster och jag (Meine Schwester und ich) Ralph Benatzky                                                 | Egon Larsson    | Fredriksdalsteatern                   |
| 1980 | Mimmi, operettprimadonna                          | Mimmi från Möllevången (Adieu, Mimi) Ralph Benatzky, Alexander Engel och Julius Horst                       | Hans Bergström  | Fredriksdalsteatern                   |
| 1980 | Stasa Kokozow                                     | Greven av Luxemburg (Der Graf von Luxemburg) Franz Lehár, Alfred Maria Willner och Robert Bodansky          | Ivo Cramér      | Oscarsteatern                         |
| 1981 | Birgitta von Carping                              | Sten Stensson Stéen går igen Carro Bergkvist och Arne Wahlberg                                              | Egon Larsson    | Fredriksdalsteatern                   |
| 1982 | Prinsessan Laya Suzanne Provence, kabarésångerska | Blomman från Hawaii (Die Blume von Hawaii) Paul Abraham, Alfred Grünwald, Fritz Löhner-Beda och Imre Földes | Gösta Folke     | Fredriksdalsteatern                   |
| 1982 | Påfågeln                                          | Animalen Lars Johan Werle och Tage Danielsson                                                               | Tage Danielsson | Oscarsteatern                         |
| 1983 | Liliane La Fleur                                  | Nine Maury Yeston                                                                                           | Gene Nettles    | Oscarsteatern                         |
| 1984 | Prinsessan Saint-Labiche                          | Min syster och jag (Meine Schwester und ich) Ralph Benatzky                                                 | Berit Carlberg  | Reginateatern                         |
| 1986 | Josepha                                           | Vita Hästen (Im weißen Rößl)) Ralph Benatzky                                                                | Hans Bergström  | Fredriksdalsteatern                   |
| 1988 | Greta Garbo                                       | AB Dun och Bolster! (Der Keusche Lebemann) Franz Arnold och Ernst Bach                                      | Hans Bergström  | Fredriksdalsteatern                   |
| 1989 | Chefens hustru                                    | Hur andra älskar (How the Other Half Loves) Alan Ayckbourn                                                  | Olof Thunberg   | Intiman                               |
| 1990 | Josefina Pellerin                                 | Två man om en änka (Der Regimentspapa) Rickard Kessler och Heinrich Stobitzer                               | Claes Sylwander | Fredriksdalsteatern                   |
| 1991 | Prinsessan Laya Suzanne Provence, kabarésångerska | Blomman från Hawaii (Die Blume von Hawaii) Paul Abraham, Alfred Grünwald, Fritz Löhner-Beda och Imre Földes | Claes Sylwander | Fredriksdalsteatern                   |
| 1999 | Hilma Bengtsson                                   | Du får pojken (Hurra, ein Junge) Franz Arnold och Ernst Bach                                                | Berit Carlberg  | Hågelby friluftsteater                |